# Кова, Альберто
Альберто Кова (итал. Alberto Cova, 1 декабря 1958, Инвериго) — итальянский бегун на длинные дистанции. 

## Спортивная карьера
Олимпийский чемпион 1984 года на дистанции 10 000 метров. Чемпион мира 1983 года и чемпион Европы 1982 года в беге на 10 000 метров. Победитель Средиземноморских игр 1983 года на дистанции 5000 метров. За свою карьеру 14 раз выиграл чемпионат Италии в беге на длинные дистанции и в кроссе.
На Олимпийских играх 1988 года также бежал дистанцию 10 000 метров, на которой занял 10-е место в полуфинале.

## Интересные факты
Альберто Кова — последний на данный момент бегун без африканских корней, выигравший дистанцию 10 000 метров на Олимпийских играх.